# Thomas Rabenschlag
Thomas Rabenschlag (* 21. Mai 1951 in Heidelberg, Deutschland) ist ein deutscher Musiker, Pianist, Komponist, Arrangeur, Sänger, Kabarettist und Pädagoge.

## Leben und Werdegang
Thomas Rabenschlag wuchs in Heidelberg auf und besuchte dort das humanistische Kurfürst-Friedrich-Gymnasium. 1959 begann er mit einer klassischen Klavierausbildung, ab 1965 beschäftigte er sich zunehmend mit Pop und Jazz sowie angewandter Musik, besonders im Bereich Theater. Nach dem Abitur 1969 studierte er zunächst Philosophie und Musikwissenschaften in Heidelberg und Tübingen, 1975 begann er das Musikstudium (Hauptfächer Klavier und Komposition) an der Musikhochschule in Stuttgart.
Außerdem war Rabenschlag als Keyboarder und Komponist Mitglied verschiedener Musikgruppen, 1972 bis 1975 bei der Progressiv-Jazz-Rock-Band Puppenhaus. Intensiv arbeitete er mit dem deutschen Komponisten und Multi-Instrumentalisten Büdi Siebert zusammen. Mit Siebert, Albert Mayer-Mikosch und Horst Götz nahm er mit der Politrock-Gruppe Kernbeisser ein Programm mit Texten von Peter Paul Zahl für das Kölner Eigelstein-Label auf und spielte mit diesen sowie Ringo Hirth, Martin Schrack, Bernd Konrad, Anne Haigis und Wolfgang Dauner in der Gruppe Herrgottsax (Album Selbold Selergesichts sündige Saxophone, 1981).
Bereits während seiner Studienjahre arbeitete er als Theatermusiker in Tübingen, Stuttgart und Ulm. 1979 bis 1983 war er unter der Direktion von Helmut Palitsch musikalischer Leiter am Theater am Neumarkt in Zürich, danach arbeitete er als freier Theatermusiker in Deutschland, Österreich und der Schweiz mit Andrea Breth, Karl Paryla, Gerd Heinz, Robert Hunger-Bühler, Klaus Brömmelmeier und anderen zusammen, bei mehreren Bühnenprogrammen mit dem österreichischen Schauspieler Wolfram Berger.
Er arbeitet wiederholt als Komponist und Arrangeur für das Kölner Verdi-Quartett.
Seit 2002 ist er mit musikalisch-kabarettistischen Solo-Programmen unterwegs.
Seit 1979 lebt Thomas Rabenschlag in der Schweiz, dort lehrte er 1988–2016 an der Musikschule der Region Baden (Kanton Aargau).
Seit 2012 Chorleitertätigkeit bei der „Rabenkantorei“ in Basel.
Seit 2016 Private Unterrichtstätigkeit in Basel und Baden (AG).
Seit 2019 Chorleiter der „Singerei“ in Brugg.

## Programme und Produktionen
- 2002 „Alles wird anders“ (Thomas Rabenschlag, vertont, singt, spielt Robert Gernhardt)
- 2004 „Nie ist der Herbst so schön wie im April“ (Soloprogramm)
- 2006 „Ach, ich soll hier nichts mehr sagen?“ (Eine Hommage auf Robert Gernhardt)
- 2007 „Der Brand in der Felsung“ (Soloprogramm)
- 2007 „MS Goodbye“. Eine musikalische Abschiedsreise (mit Charlotte Heinimann, Regie Klaus Brömmelmeier)
- 2008 „Hoch. Hinaus…“ (Auftragsarbeit für das Festival "Vielsaitig", Füssen/D)
- 2009 „Sommerschnee“. Eine musikalische Sehnsuche (mit Charlotte Heinimann, Regie Klaus Brömmelmeier)
- 2011 „Zäller Wiehnacht“. Eine Erinnerungsreise älterer Menschen. Regie Klaus Brömmelmeier/Sibylle Burkhart. (Schauspielhaus Zürich)
- 2012 „Orient-Express“. Eine musikalische Reise von Paris nach Istanbul. Mit dem Verdi-Quartett und Klaus dem Geiger. Uraufführung am Festival "Vielsaitig" in Füssen/D.
- 2012 „Die wilde Sophie“. Kindermusical nach dem Buch von Lukas Hartmann.
- 2014 "Arr ju launsam tuneit". CD und Konzertprogramm mit eigenen Liedern zu Texten von Robert Gernhardt. Zusammen mit dem Gitarristen Max Lässer.
- 2015 „Brauchst du mich noch?“ Regie Klaus Brömmelmeier/Sibylle Burkhart. (Schauspielhaus Zürich)
- 2015 Pro Argovia Artist 15/16, mit Max Lässer.
- 2017 Musikalische Mitarbeit beim Jubiläums-Musical „Schärz 777“ (Scherz/Kanton Aargau).
- 2018 „Am besten mit Gästen“. Musikalisch-kulinarische Produktion mit diversen musikalischen        Gästen für das Theater Odeon/Brugg.